# Tetrarhanis stempfferi
Tetrarhanis stempfferi är en fjärilsart som beskrevs av Berger 1954. Tetrarhanis stempfferi ingår i släktet Tetrarhanis och familjen juvelvingar. Inga underarter finns listade i Catalogue of Life.